# Dan Harris
Dan Harris (ur. 27 sierpnia 1979 w Kingston) – scenarzysta, aktor, reżyser i producent filmowy.

## Filmografia

### Scenarzysta
- 2003: X-Men 2 (X2)
- 2004: Wymyśleni bohaterowie (Imaginary Heroes)
- 2005: Ulice strachu: Krwawa Mary (Urban Legends: Bloody Mary)
- 2006: Superman: Powrót (Superman Returns)
- 2007: Aż do śmierci (Until Death)
- 2010: I, Lucifer
- 2011: Charlie Chan

### Aktor
- 1999: Speedway Junky jako chłopak z klubu
- 2003: An Insomniac's Nightmare jako Lonnie
- 2003: The Second Uncanny Issue of X-Men! Making 'X2' jako on sam
- 2005: The Big Empty jako szalony nastolatek
- 2006: Superman: Powrót (Superman Returns) jako student w muzeum
- 2006: Requiem for Krypton: Making 'Superman Returns' jako on sam

### Reżyser
- 2010: Urban Chaos Theory
- 2004: Wymyśleni bohaterowie (Imaginary Heroes)
- 2010: I, Lucifer

### Producent
- 2000: Urban Chaos Theory
- 2000: Upiorna noc Halloween (Trick r Treat)